# Taluyers
Taluyers település Franciaországban, Rhône megyében. Lakosainak száma 2657 fő (2022. január 1.). Taluyers Orliénas, Montagny, Saint-Laurent-d'Agny és Beauvallon községekkel határos.

## Népesség
A település népessége az elmúlt években az alábbi módon változott:
| Lakosok száma | 2438 | 2521 | 2591 | 2539 | 2548 | 2590 | 2637 | 2628 | 2657 |
|               | 2013 | 2015 | 2016 | 2017 | 2018 | 2019 | 2020 | 2021 | 2022 |